# Republic (Ohio)
Republic è un villaggio degli Stati Uniti d'America, situato nello stato dell'Ohio, nella contea di Seneca.